# New York Liberty

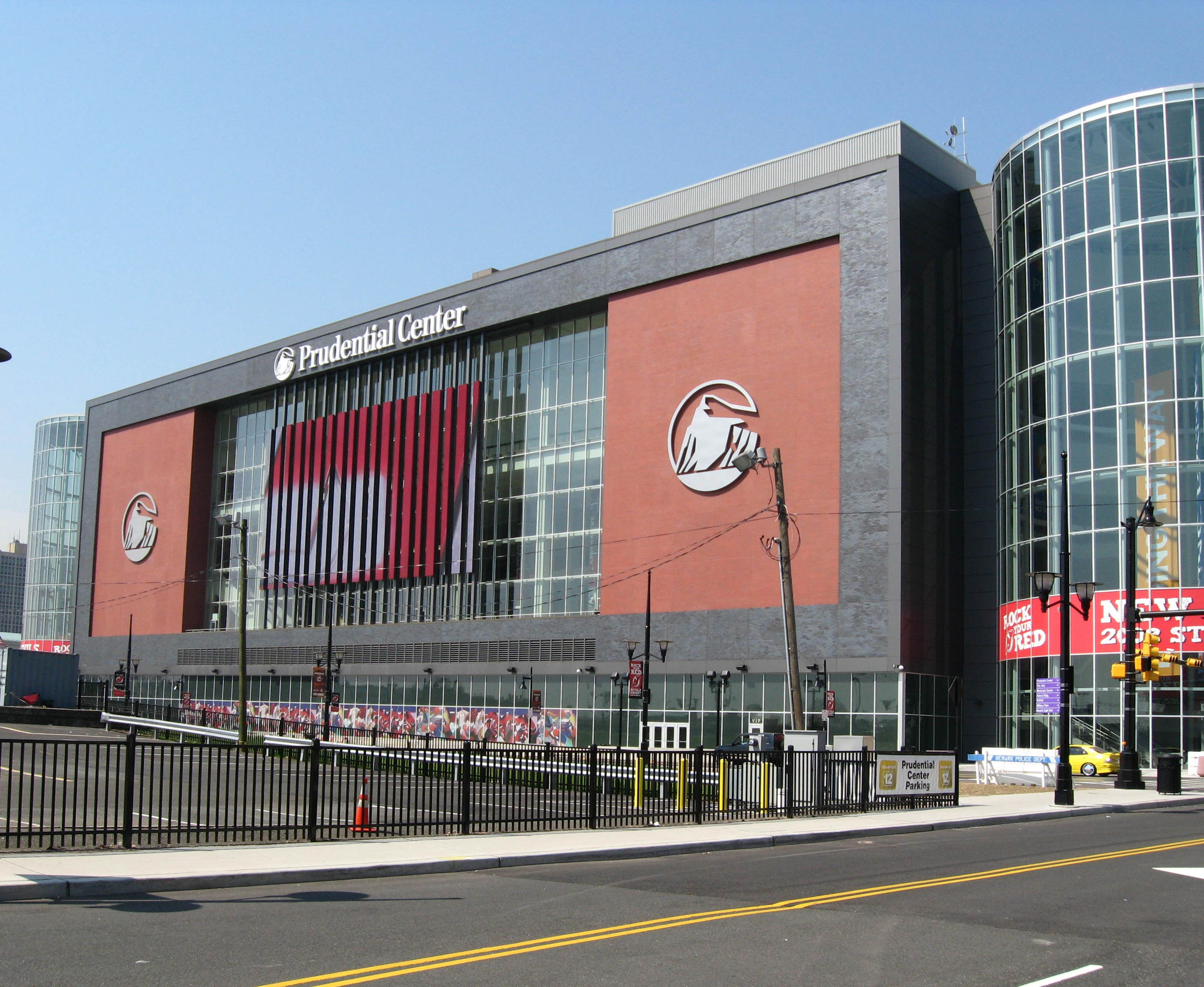
Prudential Center, New York Liberty's hemmaarena mellan åren 2011 och 2013.

New York Liberty, som grundades 1997, är en basketklubb i New York som spelar i damligan WNBA sedan säsongen 1997 och har tagit sitt namn från Frihetsgudinnan (Statue of Liberty). Och för att undvika ett eventuellt varumärkesintrång så köpte laget före sin första WNBA-säsong varumärket Liberty från den upplösta Liberty Basketball Association. New York Liberty är ett av de åtta originallag som började spela den allra första säsongen av WNBA, och är ett av tre som fortfarande finns kvar. De andra två är Los Angeles Sparks och Phoenix Mercury.
New York Liberty har spelat sina hemmamatcher i Madison Square Garden mellan 1997 och 2010, men kommer under de närmaste tre åren (2011-2013) att spela i Prudential Center innan det är planerat att de ska återvända till Madison Square Garden igen 2014.

## Historia

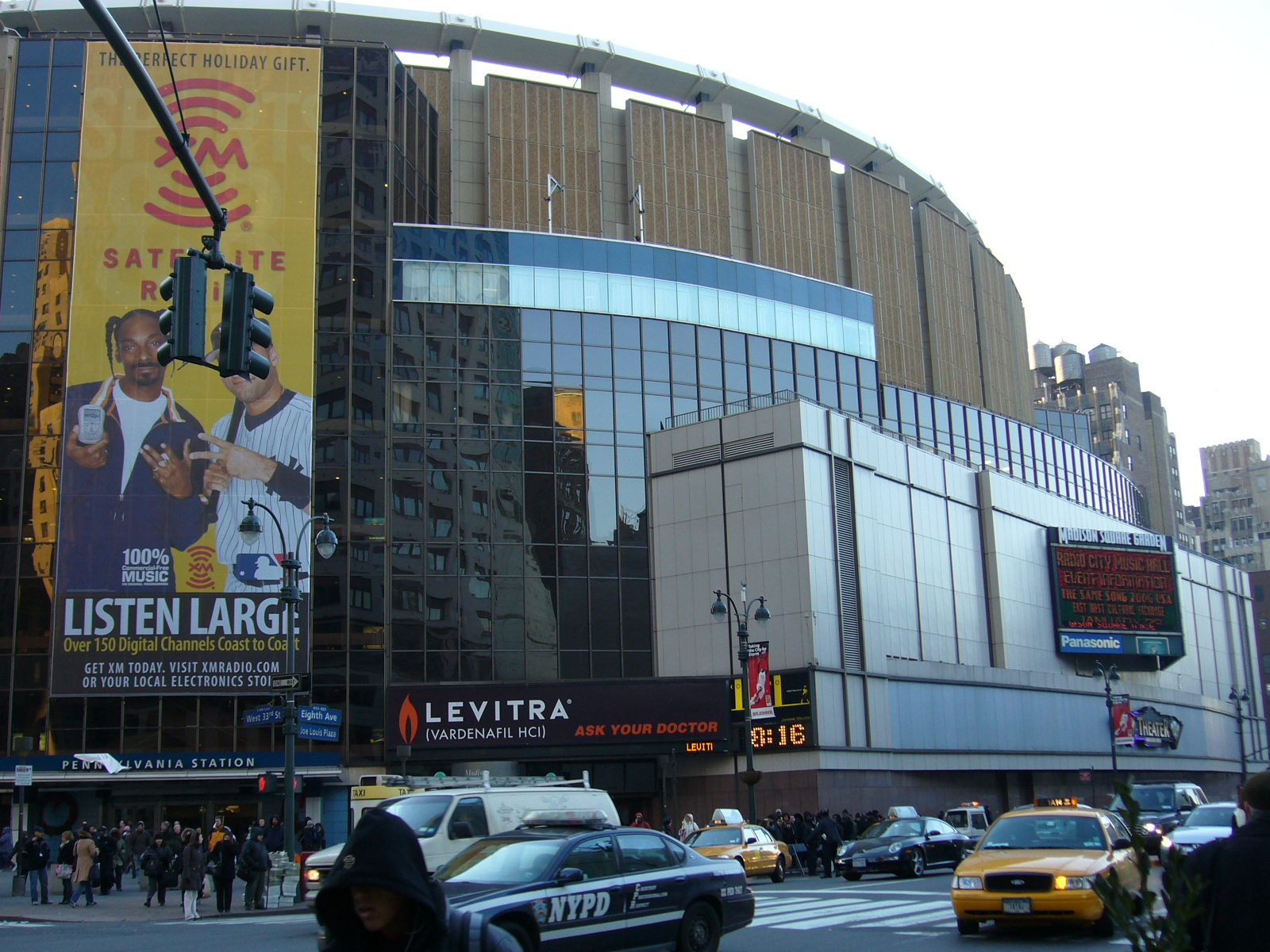
Madison Square Garden som varit New York Liberty's hemmaarena sedan premiären av WNBA 1997.

Före WNBA startade 1997 var New York ett av de första lagen att få välja spelare, och de valde collegespelaren Rebecca Lobo från University of Connecticut. Lobo, som var en startspelare under två säsonger, skadade sig under 1999 och blev efter några tunga säsonger tvungen att avsluta sin karriär. Point guarden Teresa Weatherspoon klev fram som en av ligans bästa spelarna och under premiärsäsongen 1997 var hon med och ledde New York ända fram till en WNBA-final där de förlorade finalmatchen mot Houston Comets. Säsongerna 1999 och 2000 var New York åter i WNBA-final och förlorade båda gångerna mot Houston, 2002 förlorade de finalen mot Los Angeles Sparks. Efter de fyra finalförlusterna har New York, trots att de gått till slutspel nästan varje säsong, inte lyckats ta sig till någon ny WNBA-final.